# Альфа (флорбольний клуб)
Флорбольний клуб «Альфа» (англ. Floorball club «Alfa») — український флорбольний клуб з Ужгорода. Дата заснування — 9 квітня 2014 року.

## Історія
Група ініціативних волонтерів християнської організації (Мільо Ференц та Онищук Олександр) починаючи з 2007 року проводили в навчальних закладах міста Ужгород превентивні заходи (інтерактивні заняття про шкідливі звички і навички безпечної поведінки). В 2014 році, з метою урізноманітнення своєї діяльності, вони вирішили провести спортивний захід для того, щоб мотивувати молоде покоління вести здоровий спосіб життя. В планах не було створювати спортивний клуб, чи ще щось в цьому роді, просто бажали провести разово спортивний захід. Коли повстав вибір виду спорту вони обрали флорбол, адже вважали, що це щось новеньке і учням школи може сподобатись це. Про флорбол вони знали давно, коли інвентар їм був подарований їхнім товаришем, який вони використовували під час акцій в місті та таборах. Спортивну акцію назначили на 9 квітня 2014 року в УЗОШ№ 6 ім. Гренджі-Донського. Після цього розпочались регулярні тренування.
На свої перші ігри команда виїхала 23 травня 2015 року до Львова.
В грудні 2015 році була створена Громадська організація "Флорбольний клуб «Альфа».
Починаючи з 2016 року до клубу приїжджали досвідчені тренери з Україні та закордону, які ділились досвідом.

## Структура
Клуб має колегіальний стиль керівництва.
Побудована структура на основі рівноправності всіх членів клубу, самоврядності, законності, відкритості, активної участі членів клубу у вирішенні всіх питань його діяльності.
Найвищий керівний орган клубу це Загальні збори. Туди входять всі члени клубу. Загальні збори компетентні вирішувати будь-які питання, саме вони є тими, хто управляє всім у клубі.
Для того, аби не збирати постійно декілька десятків людей по кожному питанню, яке виникає в клубі, Загальні збори обирають з поміж членів клубу Правління клубу і Президента клубу, яким надають певні повноваження у вирішення питань, які стосуються життєдіяльності клубу.
У свою ж чергу Правління клубу, для ефективної роботи, ділить секторально всі напрямки діяльності клубу та організовує Комітети клубу (до прикладу Тренерський комітет, Медіа комітет…), які сприяють роботі клубу в тому чи іншому напрямку.
У випадку необхідності Правління клубу може наймати Найманих працівників, які можуть бути не з числа членів клубу, які будуть виконувати необхідну для клубу роботу.
Паралельно з Правлінням клубу, Загальні збори обирають Контрольно-ревізійну комісію з числа членів клубу, які не входять в правління клубу. КРК виконує наглядову функцію, здійснює фінансовий контроль за діяльністю Правління Клубу, перевіряє фінансово-господарську діяльність Клубу. КРК підпорядковується тільки Загальним зборам і може залучати зовнішні фірми для аудиту.

## Членство
Клуб це спільнота людей, які об'єднані на основі спільності, подібності, близькості інтересів занять. Завдяки клубу кожен його член може реалізувати свій потенціал, свої таланти в тій сфері, в якій він зацікавлений, в даному випадку — флорбол. Завдяки клубу гравці можуть грати, тренери — тренувати, рефері — судити, управлінці — управляти, дизайнери — творити і т. д. т.п. І все це вони можуть робити в тій сфері, що не дає їм спокою — флорболі. Але для того, щоб ця спільнота ефективно існувала необхідно визначити чіткі правила по яким вона «житиме», статут клубу, а ті хто, взяли на себе зобов'язання жити по цим правилам відокремити від інших, давши їм статус — Член клубу. Ось тому існує фіксоване членство в клубі, щоб знати хто готовий нести відповідальність за творення клубу, а також реалізовувати свої права в контексті клубу, користуватись всіма перевагами клубу.

## Методика
Методика тренування спортсменів ґрунтується на основі робіт: Rainer Martens «Successful Coaching»; Еміль Перссон та Йоке Боот «Флорбол: модель розвитку»; Джефф Дюк «Тренер».

## Християнство
Клуб розпочинався, як частина спортивного служіння церкви. Євангельська церква «Нова надія» є головним меценатом клубу, в той же час, більша частина колективу клубу є членами Євангельської церкви «Нова надія». Клуб не боронить бажаючим ділитись своєю вірою, якщо воно відбувається в позатренувальний час або ж на це надали згоду всі гравці. Також клуб має в колективі Спортивного капелана, який, за бажанням гравців, може надавати їм відповідні консультації.
В той самий час клуб відкритий до представників інших релігій, віросповідання не впливає на участь гравця в тренувальному та змагальному процесі.

## Керівництво
Керівництво клубу (Президент та правління) обирається тільки шляхом голосування членів клубу, обрання відбувається терміном на 2 роки(наступні вибори Президента та Правління клубу в 2020 році).
| №ПП | Посада               | Прізвище та ім'я  | Роки     |
| --- | -------------------- | ----------------- | -------- |
| 1   | Президент клубу      | Мільо Ференц      | 2014 — … |
| 2   | Член Правління клубу | Онищук Олександр  | 2014 — … |
| 3   | Член Правління клубу | Матоляк Олександр | 2014 — … |
| 4   | Член Правління клубу | Шапочка Ростислав | 2018 — … |
| 5   | Член Правління клубу | Булеца Михайло    | 2018 — … |

## Гімн
Слова та музика Ярослав Вайда
В нас є спільна ціль, одна мета
Вірні друзі і командна гра.
Разом вперед — це наша сила.
Єдині в грі, єдині ми завжди.
Ти пам'ятай, що тут ти не один.
Разом вперед, розправивши крила.
У серці є віра і надія нова,
Тож кожна наша мрія неодмінно близька.
Альфа вперед! Альфа вперед! Альфа вперед!
У перемозі ми живем!
Альфа вперед! Альфа вперед! Альфа вперед!
У перемозі ми живем!
Відкинь вагання і свої страхи.
На краще світ змянити зможем ми.
Разом вперед — це перемога.
У серці є віра і надія нова,
Тож кожна наша мрія неодмінно близька.
Альфа вперед! Альфа вперед! Альфа вперед!
У перемозі ми живем!
Альфа вперед! Альфа вперед! Альфа вперед!
У перемозі ми живем!

## Логотип
Дизайнер Олександр Галишич
Логотип ФлК «Альфа» розміщується тільки на білому фоні. На задньому плані знаходиться ромб чорного кольору(0C0C17), перед ромбом розміщені дві ключки, що розвернуті в ліву та праву сторону, що перетинаються в центрі ромбу, також чорного кольору. На передньому плані розміщена англійська буква «А» зеленого кольору(8EC13E; 437D3B; 00FF00), із засічками. Під об'єктами розміщена назва клубу англійською мовою «ALFA», під нею абревіатура клубу англійською мовою «FLC» та дата заснування клубу «SINCE 2014», всі надписи чорного кольору(0C0C17).

## Членство в федераціях та об'єднаннях
Клуб є членом:
1. Закарпатської обласної федерації флорболу
2. Української федерації флорболу

## ЗМІ про клуб
Інтернет-видання:
1. https://zakarpattya.net.ua/News/163439-Vpershe-v-istorii-Zakarpattia-florbolnyi-klub-ie-uchasnykom-chempionatu-Ukrainy-z-florbolu-FOTO [Архівовано 20 серпня 2018 у Wayback Machine.]
2. https://pershij.com.ua/na-zakarpatti-vidbuvsya-oblasniy-turn/ [Архівовано 9 вересня 2017 у Wayback Machine.]
3. http://sport.ko.net.ua/?p=4424 [Архівовано 21 серпня 2018 у Wayback Machine.]
4. https://web.archive.org/web/20180821031703/https://obolok.com.ua/?p=5583
5. https://prozahid.com/content-25498.html [Архівовано 20 серпня 2018 у Wayback Machine.]

Відео:
1. http://uzhinform.com/golovne/florbol-zbiraye-prixilnikiv-na-zakarpatti.html [Архівовано 20 серпня 2018 у Wayback Machine.]
2. https://web.archive.org/web/20180820235030/http://tysa1.tv/?p=39961

Друковані видання:
1. Стаття «Знайомтеся — ужгородський флорбольний клуб „Альфа“», газета «Карпатський об'єктив», № 3 (183) від 26 січня 2017 року
2. Стаття «Видовище на підлозі», журнал «Унікум», № 17, 2019 р.